# Varjas Gyula
Varjas Gyula (Pécs, 1916. ? – Frascati, Olaszország, 2001. október 24.) festőművész.

## Élete
Korán árvaságra jutott, így Mohácson nevelkedett nevelőszülőknél. 1935-ben Bécsben, 1937-ben Berlinben és 1939-ben Firenzében tanult, 1943-ban szerzett festői oklevelet. Ugyanezen évtől ismét Bécsben folytatott tanulmányokat, 1944-ben szerzett mesterdiplomát, majd Firenzében pedig freskó és falképfestői oklevelet. Több ösztöndíjat is elnyert, melyeknek köszönhetően el, Bécsben és Rómában tanult. Heidelbergben filozófiát hallgatott. 
1948-49-ben Svédországban, 1949-től 1968-ig Peruban, majd az 1968-tól haláláig Olaszországban élt és alkotott. 
Az 1940-es években bíborosokról készített portrékat, köztük Mindszenty Józsefről is. Óriási méretű festménye: „Az emberbarát” a stockholmi Vöröskereszt falát díszíti. Dél-Amerikában vált jellemzővé rá az erős, majdhogynem harsány színek használata. Képein gyakori motívum az anyaság.
1932-ben ő készítette a hajdúdorogi, majd az 1950-es években a Rio Pallanga-i (Peru) római katolikus templomnak a freskóit. 
2003-ban 17 festménye az esztergomi Keresztény Múzeumba került.

## Szakirodalom
- Hegedüs Géza: Egy magyar művész a nagyvilágban, Ország Világ, 1970. december 16.
- Tűz Tamás: Magyar ecsettel Rómában, Napnyugat III. évf. 6. szám